# Cola angustifolia
Cola angustifolia är en malvaväxtart som beskrevs av Karl Moritz Schumann. Cola angustifolia ingår i släktet Cola och familjen malvaväxter. Inga underarter finns listade i Catalogue of Life.